# کوییدیچ

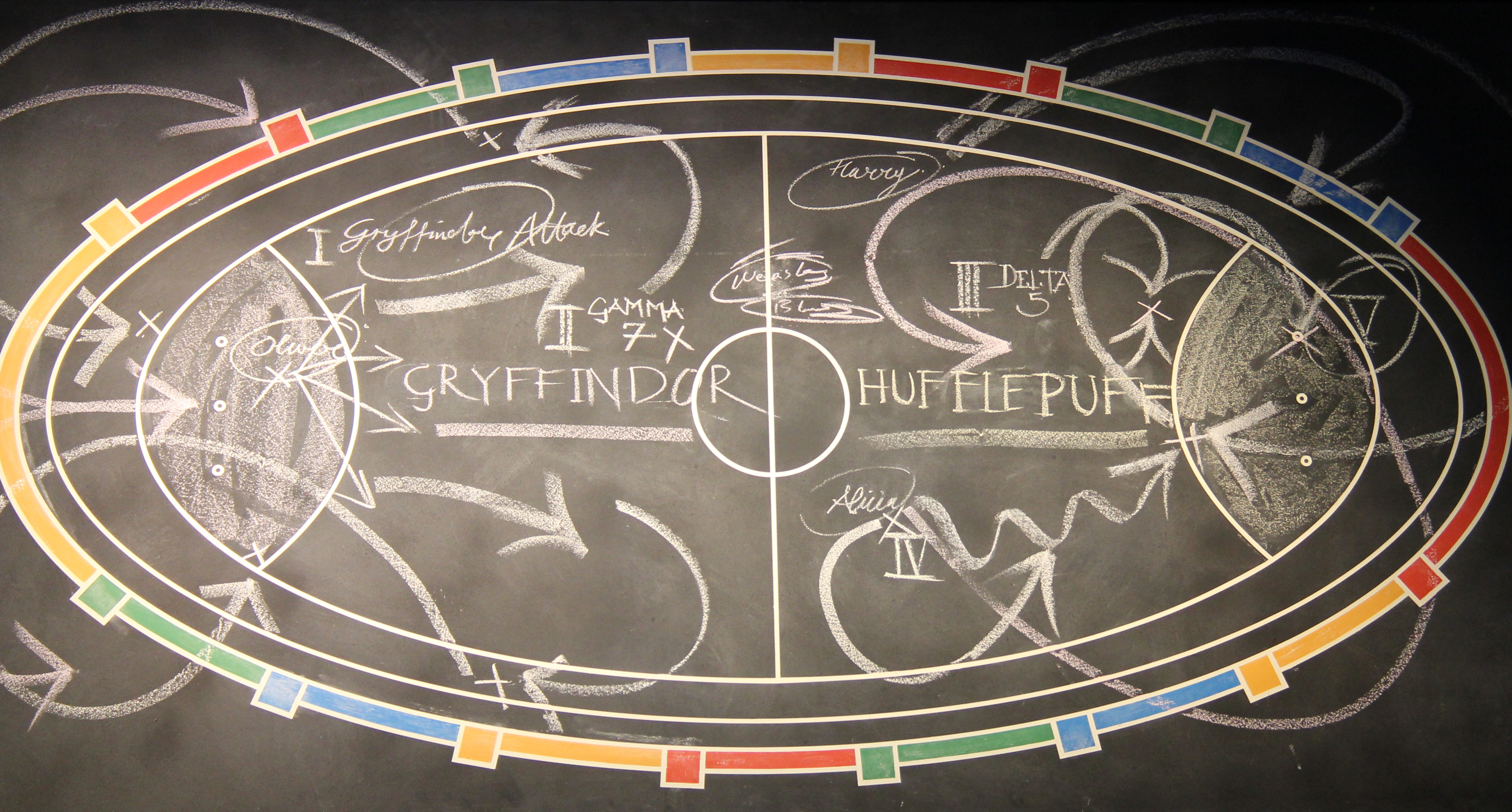

کوییدیچ بازی‌ای خیالی در سری داستان‌های هری پاتر نوشتهٔ جی کی رولینگ و بازی محبوب جادوگران است. بازیکنان کوییدیچ با جاروی پرنده پرواز کرده و بازی می‌کنند و کلاً این بازی در هوا و با جاروی پرنده انجام می‌شود. این بازی دارای توپ‌های کوچک و بزرگ است که هر کدام امتیاز مشخصی برای تیم دارند.

## بازی کوییدیچ
کوییدیچ در یک زمین بیضی شکل بازی می‌شود که در هر سمت شمال و جنوب آن، سه حلقهٔ گل وجود دارد. این بازی هفت بازیکن دارد که یکی از آنها از سه حلقهٔ تیمش مراقبت می‌کند تا بازیکنان حریف توپی را وارد آن نکنند. سه بازیکن مهاجم مسئول وارد کردن توپ سرخگون به داخل دروازهٔ حریف هستند. هر تیم دو بازیکن مدافع دارد که با چماقی چوبی، دو توپ آهنین و محکم بازدارنده را به سمت حریف پرتاب می‌کنند تا او را از مسیر منحرف کنند. آخرین بازیکن جستجوگر است که وظیفه دارد آخرین و چهارمین توپ را بگیرد. این توپ، یک توپ طلایی کوچک و بالدار به نام «گوی زرین» است که هر جستجوگر با گرفتن آن ۱۵۰ امتیاز نصیب تیم خود می‌کند و در عین حال گرفتن گوی زرین به منزلهٔ پایان بازی است. وارد کردن توپ سرخگون  در یکی از سه حلقهٔ حریف ده امتیاز دارد.

## بازیکنان کوییدیچ
- دروازه‌بان
  - نقش دروازه‌بانی در بازی کوییدیچ از قرن سیزدهم تا به حال وجود داشته که در این مدت دستخوش تغییراتی شده است.
  - در سدهٔ ۱۶۰۰ محوطهٔ گل‌زنی به کوییدیچ اضافه شد که محوطهٔ نیم‌دایره‌ای جلوی سه دروازه‌ است. دروازه‌بانان حق دارند برای ترساندن حریف یا پاس‌های بلند و گرفتن توپ از حریف از این محوطه خارج شوند.
- مدافعان
  - مدافعان با چماق‌های چوبی خود توپ بازدارنده را به سمت حریف می‌فرستند و او را از مسیر منحرف می‌کنند.
  - آنها وظیفه دارند بازیکنان تیم خود را نیز از ضربات توپ‌های بازدارنده حفظ کنند.
  - مدافعین در هر تیم باید بیشترین قدرت بدنی را داشته باشند.
- مهاجمان
  - مهاجمان وظیفه دارند توپ سرخگون را با پاس‌کاری زیاد داخل حلقه‌های حریف کنند.
- جستجوگر
  - جستجوگرها وظیفه دارند گوی زرین را بگیرند و با این کار ۱۵۰ امتیاز به دست می‌آورند و همچنین بازی را پایان می‌دهند. در تاریخ بسیاری از تیم‌های شکست‌خورده با گرفتن گوی زرین برنده شده‌اند.
  - بازیکن جستجوگر باید سبک، تیزبین و تیزپرواز باشد و بهترین جاروی تیم نصیب جستجوگر می‌شود. همچنین باید بتواند با یک دست یا حتی بدون گرفتن جارو پرواز کند.
  - بازیکنان جستجوگر از همهٔ بازیکنان بیشتر در معرض خطرند زیرا اگر مصدوم شوند هیچ بازیکن ذخیره‌ای به جای آنها نمی‌تواند وارد زمین شود.

## قوانین کوییدیچ
1. هیچ محدودیتی در ارتفاع پرواز بازیکنان با جاروی پرنده نیست.
2. هیچ بازیکنی اجازهٔ خروج از محوطهٔ زمین را ندارد.
3. هیچ بازیکنی در طول بازی اجازهٔ فرود روی زمین را به جز وقت‌های استراحت ندارد.
  1. هر تیم می‌تواند تقاضای وقت استراحت کند. بازی‌هایی که بیش از ۱۲ ساعت به طول می‌انجامد تا ۲ ساعت وقت استراحت دارد.
4. ضربات پنالتی بدین صورت است که یکی از مهاجمان از حلقهٔ مرکزی زمین حرکت می‌کند و ضربه می‌زند.
  1. اگر قبل از رسیدن به محوطهٔ گل‌زنی ضربه زده نشد بازیکن باید بایستد و وارد محوطهٔ گل زنی نشود.
5. بازیکن می‌تواند توپ سرخگون را از دست حریف بقاپد.
6. در صورت مصدوم شدن مهاجمان یا جستجوگر هیچ بازیکنی جایگزین نمی‌شود و بازی با یک نفر کمتر ادامه می‌یابد.
  1. بازیکنان مدافع یا دروازه‌بان را می‌توان در صورت مصدومیت تعویض کرد.
7. بازیکن مجاز است چوبدستی را در بازی به همراه داشته باشد.
  1. هیچ بازیکنی اجازه ندارد از چوب دستی علیه بازیکن حریف استفاده کند.
8. بعد از اتمام پاس‌ها هیچ مهاجمی بجز مهاجمی که توپ سرخگون را حمل می‌کند اجازهٔ ورود به منطقهٔ گل‌زنی ندارد.
9. مسابقه کوییدیچ وقت قانونی ندارد و در دو صورت به پایان می‌رسد:
  1. در صورتی که جستجوگر گوی زرین را بگیرد.
  2. در صورتی که بازی به درازا بینجامد و زمان آن از ۱۲ ساعت تجاوز کند، دو کاپیتان می‌توانند توافقی بازی را به پایان برسانند.

## خطاهای کوییدیچ
کوییدیچ ۷۰۰ خطا دارد که هیچ‌وقت در اختیار عامهٔ جادوگران قرار نگرفت اما گفته می‌شود که در اولین دورهٔ مسابقات جام جهانی کوییدیچ و در مسابقهٔ فینال همهٔ خطاها صورت گرفت.
1. گرفتن دم جاروی حریف برای متوقف ساختن او
  - برای همهٔ بازیکنان
2. پیشروی به قصد برخورد با بازیکن حریف
  - برای همهٔ بازیکنان
3. قفل‌کردن جاروی حریف
  - برای همهٔ بازیکنان
4. پرتاب بازدارنده به سوی جمعیت برای توقف بازی
  - برای مدافعین
    - در بعضی موارد مدافعان برای جلوگیری از گل زدن حریف از این شیوه استفاده می‌کنند.
5. استفادهٔ نابجا از آرنج
  - برای همهٔ بازیکنان
6. گرفتن توپ از داخل حلقه
  - برای دروازه‌بان
7. تماس دست با سرخگون در هنگام عبور از حلقهٔ حریف
  - برای مهاجمان
    - مهاجم موظف است سرخگون را پرتاب کند.
8. دستکاری سرخگون
  - مهاجمان
9. گرفتن گوی زرین یا هرگونه برخورد با آن
  - همه به جز جستجوگر
10. ورود بیش از یک مهاجم به منطقهٔ گل‌زنی
  - برای مهاجمان

## داوری کوییدیچ
داوری کوییدیچ یکی از سخت‌ترین کار هاست. امروزه داوران در امنیت کامل هستند اما قبل از دههٔ ۱۹۸۰ داوران توسط طلسم‌های بازیکنان و طرفداران تیم مورد هجوم قرار می‌گرفتند.

### وظایف داور کوییدیچ
- شروع و پایان بازی: داور مسئول شروع و پایان بازی با استفاده از سوت مخصوص است.
- تعیین امتیاز: نظارت بر امتیازات ثبت شده توسط بازیکنان و اطمینان از ثبت صحیح آنها.
- کنترل بازی: اطمینان از رعایت قوانین بازی توسط بازیکنان و برخورد با تخلفات.
- صدور کارت‌های جریمه: در صورت مشاهده تخلف، داور می‌تواند به بازیکنان کارت‌های جریمه بدهد.
- مشاهده وضعیت توپ‌ها: داور باید وضعیت سه توپ اصلی بازی (کوافل، بلجر، و اسنیچ طلایی) را نظارت کند و در صورت نیاز بازی را متوقف کند.

### تجهیزات داوری
- سوت داوری: برای شروع و توقف بازی استفاده می‌شود.
- دفترچه ثبت امتیاز: برای ثبت امتیازات و تخلفات بازیکنان.
- پرچم یا کارت جریمه: برای اعلام تخلفات و جریمه‌ها.
- انواع تخلفات و جریمه‌ها
- خطای نگه‌داشتن: زمانی که بازیکن یکی از بازیکنان تیم مقابل را بدون توپ نگه می‌دارد.
- خطای حمله: زمانی که بازیکن به طور غیرقانونی به بازیکن دیگر حمله می‌کند.
- خطای استفاده از جادو: استفاده از جادوهای غیرمجاز در طول بازی.

### نقش داور ارشد
داور ارشد کوییدیچ معمولاً فردی با تجربه زیاد در بازی و قوانین آن است. او نه تنها مسئول نظارت بر بازی است بلکه مسئول آموزش داوران جدید و تصمیم‌گیری‌های مهم در مواقع بحرانی نیز می‌باشد. داور ارشد باید توانایی برخورد با وضعیت‌های پیچیده و تصمیم‌گیری سریع را داشته باشد.

## کوییدیچ در آثار مختلف

### فیلم‌ها
در مجموعه فیلم‌های هری پاتر کوییدیچ یکی از عناصر مهم و پرتکرار داستان است. نخستین‌بار این بازی در فیلم هری پاتر و سنگ جادو نمایش داده شد، جایی که هری به عنوان کوچک‌ترین دنبال‌کننده در تاریخ هاگوارتز وارد تیم گریفیندور شد. صحنه‌های کوییدیچ در فیلم‌ها با استفاده از جلوه‌های ویژه ساخته شده‌اند و جذابیت زیادی برای مخاطبان ایجاد کرده‌اند. مسابقه بین گریفیندور و اسلیترین، و همچنین مسابقات کوییدیچ بین هاگوارتزی در چندین فیلم نمایش داده شده‌اند. هرچند در فیلم هری پاتر و جام آتش تنها بخش کوتاهی از مسابقه جام جهانی کوییدیچ نمایش داده شد و مسابقه کامل حذف گردید.

### بازی‌های ویدیویی
کوییدیچ در بسیاری از بازی‌های ویدیویی مرتبط با دنیای هری پاتر حضور دارد. یکی از معروف‌ترین آن‌ها بازی هری پاتر: جام جهانی کوییدیچ است که در سال ۲۰۰۳ منتشر شد. در این بازی، بازیکن می‌تواند با تیم‌های مختلفی از جمله تیم‌های مدرسه‌ای و تیم‌های ملی وارد مسابقات شود. همچنین در برخی از نسخه‌های بازی‌های هری پاتر (برگرفته از فیلم‌ها)، بخشی از گیم‌پلی به انجام مسابقات کوییدیچ اختصاص دارد. در بازی میراث هاگوارتز که در سال ۲۰۲۳ عرضه شد، کوییدیچ به‌صورت رسمی قابل بازی نیست، اما در داستان به آن اشاره می‌شود و دلایلی برای لغو مسابقات در آن سال آورده شده است.